# Tokutarō Ukon
Tokutarō Ukon (右近 徳太郎 Ukon Tokutarō?,  23 de septiembre de 1913 en Hyogo - Marzo de 19 en Bougainville) fue un futbolista japonés que se desempeñaba como defensa.
Ukon jugó 5 veces para la selección de fútbol de Japón entre 1934 y 1940. Ukon fue elegido para integrar la selección nacional de Japón para los Juegos Olímpicos de Verano de 1936.

## Trayectoria

### Clubes
| Club      | País  | Año  |
| --------- | ----- | ---- |
| Kobe Club | Japón | ???? |

### Selección nacional
| Selección | País  | Año         |
| --------- | ----- | ----------- |
| Absoluta  | Japón | 1934 - 1940 |

## Estadística de equipo nacional
| Selección de Japón | Selección de Japón | Selección de Japón |
| Año                | Part.              | Goles              |
| ------------------ | ------------------ | ------------------ |
| 1934               | 2                  | 0                  |
| 1935               | 0                  | 0                  |
| 1936               | 2                  | 1                  |
| 1937               | 0                  | 0                  |
| 1938               | 0                  | 0                  |
| 1939               | 0                  | 0                  |
| 1940               | 1                  | 0                  |
| Total              | 5                  | 1                  |

## Palmarés

### Títulos nacionales
| Título             | Club                | País  | Año  |
| ------------------ | ------------------- | ----- | ---- |
| Copa del Emperador | Keio BRB            | Japón | 1936 |
| Copa del Emperador | Universidad de Keio | Japón | 1937 |